# GetJet Airlines
GetJet Airlines — литовська чартерна авіакомпанія, що має штаб-квартиру у Вільнюсі та базується в аеропорту Вільнюса.
У березні 2016 року Адміністрація цивільної авіації Литовської Республіки (CAA) видала сертифікат експлуатанта авіакомпанії GetJet Airlines. У травні того ж року компанія отримала комерційну ліцензію ЄС. Після цього авіакомпанія почала надавати послуги з оренди літаків. Перший рейс компанії відбувся 25 травня 2016 року.
У середині серпня 2019 року компанія GetJet Airlines оголосила, що має здобути сертифікат експлуатанта на Мальті, через нижчі операційні ризики роботи на Мальті.

## Флот
Флот на січень 2020
| Тип             | В дії | Оренда | Пасажирів | Пасажирів | Пасажирів | Примітки |  |
| Тип             | В дії | Оренда | C         | Y         | Разом     | Примітки |  |
| --------------- | ----- | ------ | --------- | --------- | --------- | -------- |  |
| Airbus A319-100 | 3     | —      | —         | 150       | 150       |          |  |
| Airbus A320-200 | 6     | 1      | —         | 180       | 180       |          |  |
| Airbus A330-300 | 1     | —      | 30        | 277       | 307       |          |  |
| Boeing 737-300  | 3     | —      | —         | 148       | 148       |          |  |
| Boeing 737-400  | 4     | —      | —         | 168       | 168       |          |  |
| Разом           | 17    | 2      |           |           |           |          |  |